# Chamaescilla
Chamaescilla es un género con siete especies de plantas herbáceas perteneciente a la antigua familia Laxmanniaceae ahora subfamilia Lomandroideae. 

## Descripción
Son endémicas de Australia. Tienen las hojas basales parecidas a hierbas y raíces tuberosas.  Las flores tienen 6 pétalos (cada uno con tres nervios) y 6 estambres. Las semillas se encuentran en  cápsulas con tres lóbulos lateralmente aplanados con semillas negras y brillantes en su interior.

## Taxonomía
El género fue descrito por F.Muell. ex Benth.   y publicado en Flora Australiensis: a description . . . 7: 48. 1878.

## Especies
- Chamaescilla corymbosa (R.Br.) Benth.
- Chamaescilla dyeri Domin
- Chamaescilla gibsonii Keighery
- Chamaescilla paradoxa Domin
- Chamaescilla spiralis F.Muell.
- Chamaescilla tasmanica Gand.
- Chamaescilla versicolor (Lindl.) Ostenf.